# NGC 774
NGC 774 (другие обозначения — UGC 1469, MCG 2-6-8, ZWG 438.10, PGC 7536) — линзообразная галактика (S0) в созвездии Овен.
Этот объект входит в число перечисленных в оригинальной редакции «Нового общего каталога».
В галактике наблюдался взрыв сверхновой SN 2006ee.